# Dungeon Siege: Legends of Aranna
Dungeon Siege: Legends of Aranna – fabularna gra akcji stworzona przez Gas Powered Games. Została wydana 11 listopada 2003 roku na platformy Microsoft Windows i OS X. Jest dodatkiem do Dungeon Siege.

## Rozgrywka
Dungeon Siege: Legends of Aranna jest fabularną grą akcji ukazaną z perspektywy trzeciej osoby. Cała mechanika jest zbliżona do tej z Dungeon Siege. Gracz steruje wcześniej stworzoną postacią wędrując po fikcyjnym świecie fantasy. Podczas walki postać zdobywa doświadczenie w broni której aktualnie używa. Z zabitych przeciwników wypadają pieniądze i przedmioty, które można sprzedać u handlarzy, albo zamienić w złoto za pomocą czaru.

## Odbiór
Gra zebrała zróżnicowane oceny u recenzentów zyskując 73/100 punktów na stronie Metacritic. Jason Ocampo z GameSpotu stwierdził, że dodatek nie wnosi wiele nowego, a rozgrywka jest powtarzalna i szybko się nudzi. Skrytykował także źle zaprojektowaną sztuczną inteligencję najemników. Dan Adams z IGN napisał: „rozgrywka praktycznie się nie zmieniła nie licząc kilku nowych potworów czy poprawek interfejsu. To za mało żeby zagwarantować bieganie wkoło jak zakochana nastolatka.”